# The Sparrows: Nesting
The Sparrows: Nesting (titulada: Unidos por el destino en España y La Familia Sparrow en México) es una película estadounidense de drama y familiar de 2015, dirigida por Nancy Criss y Josh Hodgins, escrita por Kevin Alan Kent y Kenneth Lemm, musicalizada por Dean Andre, en la fotografía estuvo John Nichols y los protagonistas son Valenzia Algarin, Stacy Allen, Christopher Atkins y James Duval, entre otros. El filme fue producido por JH Productions, NANDAR Entertainment Group y WeatherVane Productions; se estrenó el 19 de enero de 2015.

## Sinopsis
Las vidas de las familias Sparrow y Sanchez se entrecruzan casualmente, luego de que sucediera una situación que les transformó la vida, ahora tienen que demostrar valor y decidir entre todos un nuevo rumbo para sus vidas.